# Begonia mindorensis
Espèce
Synonymes
- Begonia pinamalayensis Merr.[1]
- Begonia sordidissima Elmer[1]

Begonia mindorensis est une espèce de plantes de la famille des Begoniaceae.
L'espèce fait partie de la section Diploclinium.
Elle a été décrite en 1911 par Elmer Drew Merrill (1876-1956).

## Répartition géographique
Cette espèce est originaire des Philippines.